# Zaretis isidora
Espèce
Zaretis isidora  est un insecte lépidoptère de la famille des Nymphalidae et de la sous-famille des Charaxinae et du genre Zaretis.

## Dénomination
Zaretis itys a été décrit par l'entomologiste hollandais Pieter Cramer en 1779 sous le nom initial de Papilio isidora. La localité type est le Surinam.

### Synonymie
- Siderone isidora ; Godman & Salvin, [1884];
- Anaea (Zaretis) itys strigosus ; Brown & Mielke, 1967[1].

### Noms vernaculaires
Zaretis isidora se nomme Isidora Leafwing  en anglais.

## Description
Zaretis isidora est un papillon d'une envergure d'environ 62 mm, aux ailes antérieures à apex pointu et bord externe concave et aux ailes postérieures à angle anal très pointu. Le dessus est de couleur orange vif avec aux ailes antérieure l'apex et la marge de couleur marron.
Le revers est de deux couleurs de marron séparées par une ligne marron foncé ce qui mime le pétiole d'une feuille morte.

## Biologie

### Plantes hôtes
Les plantes hôtes de sa chenille sont des Casearia, des Ryanea et des Laetia. 

## Écologie et distribution
Zaretis isidora est présent en Colombie,  en Équateur, au Brésil, au Pérou, au paraguay et en Argentine,.

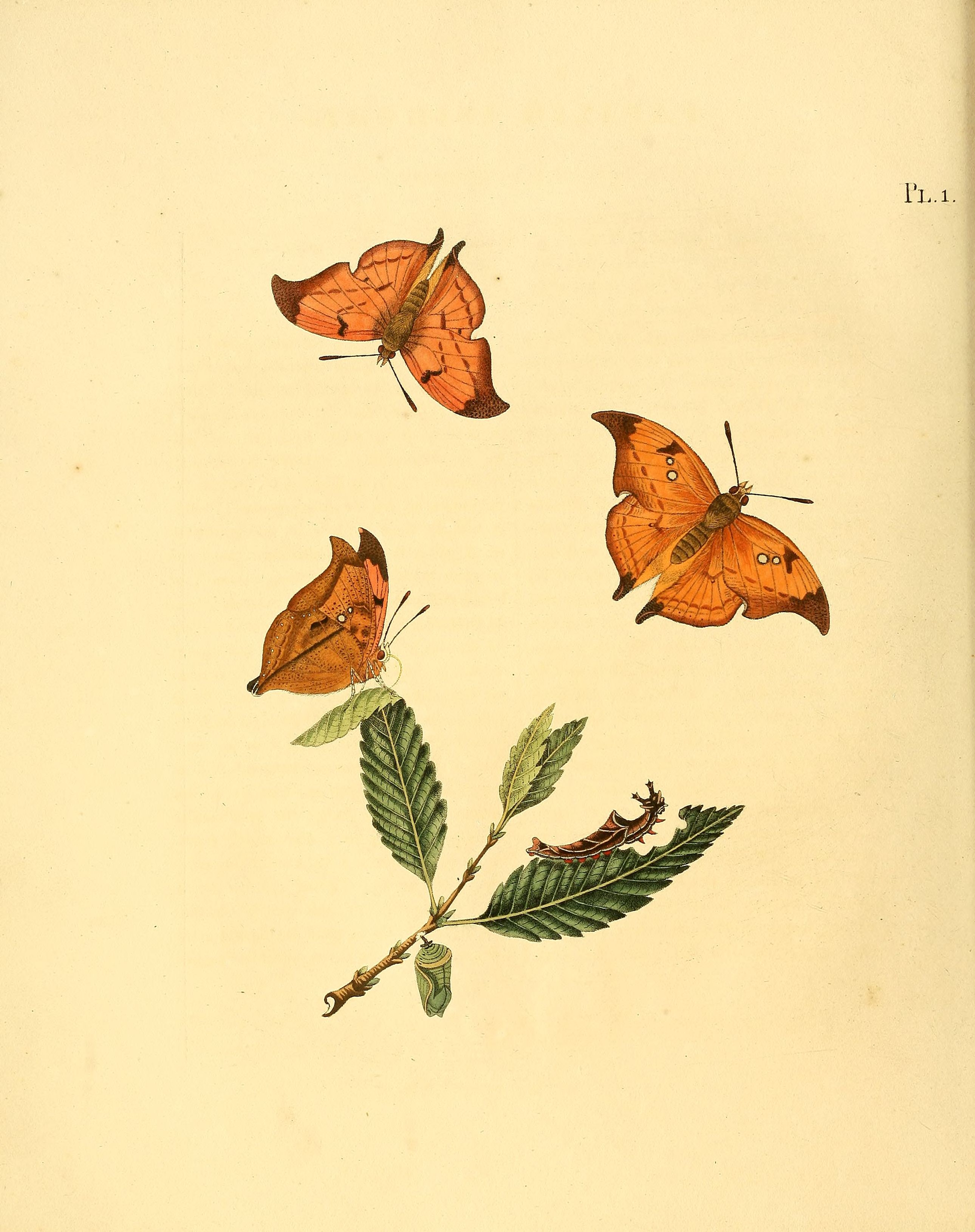
dessin par Jan Sepp

### Biotope
Zaretis isidora réside dans la canopée des forêts tropicales humides jusqu'à 800 m.

### Protection
Pas de statut de protection particulier.